# 叶春生 (1939年)
叶春生（1939年10月—2023年11月26日），笔名草世木，男，广西灵山人，中国民间文艺学家，曾任中山大学教授、博士生导师，中国民俗学会副理事长、顾问，广东省人民政府文史研究馆馆员，被誉为岭南民俗学派的主要倡导者和建设者。
叶春生1939年10月出生于云南河口。1959年考入中山大学中文系；1964年考入北京师范大学中文系，师从中国民俗学奠基人钟敬文。毕业后正值文化大革命时期，他被分配到廣東省茂名市信宜县工作；1978年返回廣州市中山大学中文系任教。
叶春生曾是中大中文系民间文学、民俗学方向唯一的任课教师。他创办了中大民俗研究中心及《民俗学刊》刊物，致力于民俗文化的发掘、研究和保护。2022年3月，叶春生获第三届广东文艺终身成就奖。
2023年11月26日逝世。